# Radio ZuSa
Radio ZuSa ist ein lokaler nichtkommerzieller Radiosender im Nordosten Niedersachsens mit Sendestudios in den Hansestädten Uelzen und Lüneburg.

## Beschreibung
Der lokale Radiosender wird von der gemeinnützigen Rundfunkgesellschaft Nordostniedersachsen mit Sitz in Uelzen betrieben. Er wird über zwei UKW-Frequenzen (Lüneburg 95,5 MHz, Uelzen 88,0 MHz) in der Lüneburger Heide, der Elbmarsch sowie über Internet-Stream ausgestrahlt. Die UKW-Frequenz des Senders Dannenberg 89,7 MHz  für das Wendland wurde zum 1. April 2021 abgeschaltet. Seit dem 28. April 2025 auch über DAB+ zu empfangen.
Radio ZuSa ist ein Produkt des Pilotprojekts der Landesmedienanstalt für mehr lokale Informationen im Radio und ein von den Bürgern selbst gestaltetes Radioprogramm. Am 7. Mai 1997 nahm der Radiosender mit Studios in Lüneburg und Uelzen den Sendebetrieb auf. Die freien Sendestrecken und Nachrichten wurden anfangs von NDR 2 übernommen, seit 2002 kommen diese vom Deutschlandradio Kultur. Die eigene Sendezeit und die Verbreitung konnten immer weiter erhöht werden. Dafür wurde 2002 zusätzlich in Lüchow ein drittes Sendestudio eröffnet. Dieses ist im Jahr 2007 nach Dannenberg umgezogen und besteht nicht mehr. Die Redaktionen in Uelzen und Lüneburg produzieren täglich sechs Stunden Magazinprogramm, das Morgenmagazin „Extrawach“ (6–10 Uhr) und die Nachmittagssendung „Happy Hour“ (16–18 Uhr).
Mehr als 400.000 Menschen konnten bis zum 1. April 2021 Radio ZuSa über Antenne empfangen. Nach Abschaltung der Frequenz 89,7 MHz sind es ca. 80.000 Menschen weniger. Laut einer TNS-Emnid-Umfrage kannten 2006 85,6 Prozent aller Bürger in der Region den Sender, 68,3 Prozent hatten ihn schon einmal gehört.

## Name
Der Name ZuSa ist zusammengesetzt aus den Wörtern Zucker und Salz: Zucker steht für Uelzen und die dort beheimatete größte Zuckerfabrik Deutschlands. Und Salz steht für die – im Mittelalter durch den Handel mit dem „weißen Gold“ reich gewordene – historische Salzstadt Lüneburg sowie für die Salzstöcke im Wendland.